# Gyilkos Halloween
A Gyilkos Halloween (eredeti cím: Halloween Kills) 2021-ben bemutatott amerikai horrorfilm, melynek rendezője David Gordon Green, forgatókönyvírója Green, Danny McBride és Scott Teems. A film a 2018-as Halloween folytatása és a Halloween-filmsorozat tizenkettedik része. A főbb szerepekben Jamie Lee Curtis és Nick Castle látható, akik Laurie Strode és Michael Myers szerepét alakítják újra, illetve James Jude Courtney is megismétli szerepét, mint Michael Myers. Judy Greer, Andi Matichak és Will Patton szintén visszatérő színészek az előző filmből, Anthony Michael Hall és Thomas Mann pedig újonnan csatlakoztak a stábhoz.
Jason Blum, a Blumhouse Productions nevű cégén keresztül Malek Akkad és Bill Block mellett producerként is közreműködött a filmben. A 2018-as rész megjelenése előtt McBride 2018 júniusában megerősítette, hogy ő és Green eredetileg két, egymás után forgatott filmet fognak készíteni, de végül úgy döntöttek, hogy nem vállalják, mivel meg akarják várni az első filmre kapott reakciókat. Az előző film kritikai és kereskedelmi sikerét követően a folytatás fejlesztése már 2018 októberében elkezdődött. 2019 februárjára Teemset szerződtették le a forgatókönyv társszerzőjének. A film hivatalos címét 2019 júliusában jelentették be a folytatással együtt. A forgatás 2019 szeptemberében kezdődött az észak-karolinai Wilmingtonban.
A Gyilkos Halloween világpremierje 2021. szeptember 8-án volt a 78. Velencei Nemzetközi Filmfesztiválon. A filmet az Amerikai Egyesült Államokban 2021. október 15-én mutatta be a Universal Pictures, miután a COVID-19 világjárvány miatt egy évvel későbbre halasztották; a filmet 60 napig a Peacock fizetős csatornáin is streamelik. Általánosságban vegyes véleményeket kapott a kritikusoktól, akik dicsérték a film brutalitását, kreatív gyilkosságait, utalásait és a szereplők (különösen Curtis, Greer és Matichak) alakítását, viszont kritizálták a gyenge forgatókönyvet, a zavaros rendezést és azt, hogy nem tartalmaz semmi újat a filmsorozatban. A film jövőbeli folytatásra vonatkozó cselekménypontjai megosztó reakciókat váltottak ki, egyes kritikusok „szükségtelennek” és „folytatás csaléteknek" nevezték.
A közvetlen folytatás, A Halloween véget ér tervek szerint 2022. október 14-én jelenik meg.

## Rövid történet
A történet pontosan ott kezdődik, ahol az előző film véget ért: Strode és családja folytatja a Myers elleni harcot, ezúttal a haddonfieldi közösség segítségével.

## Cselekmény
1978. október 31-én Frank Hawkins rendőr véletlenül agyonlövi társát, miközben megpróbálja megmenteni őt a sorozatgyilkos Michael Myerstől. Azt is megakadályozza, hogy Dr. Samuel Loomis végezzen Michaellel. Negyven évvel később, 2018. október 31-én, miután Dr. Ranbir Sartain megkéselte és magára hagyta, Hawkinst a tizenéves Cameron Elam találja meg, aki mentőt hív a súlyos sérülthöz. Hawkins megbánta, hogy négy évtizeddel korábban nem engedte Michael kivégzését és megesküszik, hogy megöli őt.
Tommy Doyle Michael bebörtönzésének 40. évfordulóját ünnepli a többi 1978-as túlélővel – Marion Chambers, Lindsey Wallace és Cameron apja, Lonnie Elam – egy bárban. A tűzoltók kivonulnak Laurie Strode égő házához, akaratlanul szabadon engedve Michaelt a ház pincéjéből, aki a saját eszközeikkel mészárolja le őket. Laurie-t, a lányát, Karent és az unokáját, Allysont a Haddonfield-i Kórházba viszik, ahol Laurie életmentő műtéten esik át. A sorozatgyilkos megöli a Laurie szomszédait, és egy henteskéssel visszaindul Haddonfieldbe.
A korai esti gyilkosságról értesülnek a bárban lévők. A bár egyik vendége, Vanessa látszólag Michaellel találkozik az autójában, de a sofőr elhajt, majd miután nekiütközik egy oszlopnak, eliszkol. Tommy úgy dönt, hogy Haddonfield bosszúszomjas lakóival összefogva levadásszák és megölik Michaelt. Karen értesül arról, hogy Michael még mindig életben van és úgy dönt, nem mondja el lábadozó anyjának a rossz hírt. Allyson kibékül Cameronnal, a volt barátjával és csatlakoznak Tommyhoz, hogy bosszút álljanak a lány apjának halála miatt a gyilkoson. Laurie és Hawkins ugyanabban a szobában ébred fel, és felidézik korábbi kapcsolatukat.
Miközben figyelmeztetik a Haddonfield-i közösséget, hogy maradjanak otthonaikban, Michael megöli Mariont, Vanessát és annak férjét, Marcust. Lindseynek sikerül megszöknie, majd Tommy, Lonnie, Allyson és Cameron talál rá. A csoport feltérképezi Michael útját, valamint áldozatainak tartózkodási helyét és arra a következtetésre jutnak, hogy a gyilkos gyermekkori otthona, a Myers-ház felé tart. Tommy beviszi Lindsey-t a kórházba, és újra találkozik az egykori Haddonfield-i seriffel, Leigh Brackettel, akinek lányát, Annie-t 1978-ban ölte meg Michael. Tommy tájékoztatja Laurie-t, hogy Michael életben van. Myers meggyilkolja otthonának jelenlegi tulajdonosait, miközben Laurie elhagyni készül a kórházat.
Lance Tovoli, a Smith's Grove Pszichiátriai Intézet szökésben lévő elítéltje, aki korábban eltulajdonította Vanessa autóját, megjelenik a kórházban és összetévesztik Michaellel. Tommy és a feldühödött tömeg üldözi őt az épületben, de Karen rájön, hogy ő nem Michael. Annak ellenére, hogy megpróbálja megnyugtatni a tömeget és segíteni Lance-t, a szerencsétlen férfi menekülés közben kiugrik az ablakon és szörnyethal. Laurie sürgeti Karent, hogy Michael levadászása érdekében működjön együtt vele, Tommyval és Brackett-tel. Lonnie egyedül megy be a Myers-házba és a gyilkos végez vele. Allyson és Cameron a házba besietve megtalálja a holttestet, majd Michael megtámadja őket és meggyilkolja Cameront.
Miközben Michael Allyson megölésére készül, Karen hátba szúrja a férfit egy vasvillával, ellopja a maszkját és provokálja, hogy kövesse őt. Csapdába csalja a gyilkost, akit Tommy és a városlakók megtámadnak, látszólag végezve vele. Amikor a tömeg szétoszlik, Michael magához tér és lemészárolja a csoportosulást, beleértve Tommyt és Brackett-tet is. Míg Allyson orvosi ellátást kap, Karen Myers régi szobájában az ablakot nézi, amikor Michael megjelenik, és leszúrja őt.

## Szereplők
| Szerep                  | Színész                         | Magyar hang       |
| ----------------------- | ------------------------------- | ----------------- |
| Laurie Strode           | Jamie Lee Curtis                | Kovács Nóra       |
| Michael Myers / Az alak | James Jude Courtney Nick Castle | Nem szólal meg    |
| Karen Nelson            | Judy Greer                      | Bertalan Ágnes    |
| Allyson Nelson          | Andi Matichak                   | Csuha Borbála     |
| Frank Hawkins helyettes | Will Patton                     | Bognár Tamás      |
| Frank Hawkins fiatalon  | Thomas Mann                     | Szatory Dávid     |
| Tommy Doyle             | Anthony Michael Hall            | Szabó Győző       |
| Lindsey Wallace         | Kyle Richards                   | Farkasinszky Edit |
| Marion Chambers         | Nancy Stephens                  | Egri Márta        |
| Lonnie Elam             | Robert Longstreet               | Vida Péter        |
| Leigh Brackett          | Charles Cyphers                 | Fodor Tamás       |
| Cameron Elam            | Dylan Arnold                    | Ember Márk        |
| Barker seriff           | Omar Dorsey                     | Schneider Zoltán  |
| Vanessa                 | Carmela McNeal                  | Gáspár Kata       |
| Marcus                  | Michael Smallwood               | Welker Gábor      |
| Kicsi John              | Michael McDonald                | Bardóczy Attila   |
| Nagy John               | Scott MacArthur                 | Janklovics Péter  |

## Bemutató
A Gyilkos Halloween eredetileg 2020. október 16-án került volna a mozikba. A COVID-19 világjárvány miatt a 2020 júliusi bemutatót 2021. október 15-re csúsztatták. Világpremierje a tervek szerint 2021. szeptember 8-án lesz a 78. Velencei Nemzetközi Filmfesztiválon.

## Folytatás
2019 júliusában jelentették be a film közvetlen folytatását A Halloween véget ér címmel, amely a tervek szerint 2022. október 14-én kerül a mozikba.

## Fordítás
- Ez a szócikk részben vagy egészben  a   Halloween Kills című angol Wikipédia-szócikk fordításán alapul.  Az eredeti cikk szerkesztőit annak laptörténete sorolja fel. Ez a jelzés csupán a megfogalmazás eredetét és a szerzői jogokat jelzi, nem szolgál a cikkben szereplő információk forrásmegjelöléseként.